# Portell de la Collada
El Portell de la Collada, és un coll a 1.420,8 m. alt. del terme municipal de la Torre de Cabdella), a l'antic terme de Mont-ros, del Pallars Jussà.
Està situat al nord-est del poble de Mont-ros, a la carena forma pel Serrat de Pui (ponent) i el Serrat del Camporani (llevant).
En aquest coll hi ha els Corrals de la Collada i, una mica més al sud-oest, la Borda de Gravat.